# Jan Alinč
Jan Alinč (* 27. Mai 1972 in Louny, Tschechoslowakei) ist ein ehemaliger tschechischer Eishockeyspieler (Center). Er spielte über viele Jahre für den HC Chemopetrol Litvínov, HC Slavia Prag und HC Karlovy Vary in der tschechischen Extraliga. Zudem war er Mitglied der tschechischen Eishockeynationalmannschaft.

## Karriere
Alinč begann seine Karriere 1990 beim tschechoslowakischen Erstligisten HC Litvínov, für den er bis 1996 in der Extraliga spielte. Danach folgten zwei Stationen im europäischen Ausland, zunächst zwei Spielzeiten bei Porin Ässät in der finnischen SM-liiga, danach eine Spielzeit bei MoDo Hockey in der schwedischen Elitserien. 1999 kehrte der Linksschütze nach Tschechien zurück und kam über den HC Slavia Prag zum HC Energie Karlovy Vary, für den er bis 2006 210 Extraliga-Partien absolvierte, in denen er 116 Scorerpunkte erzielte. Während der Saison 2005/06 wechselte der Angreifer zu den Kölner Haien, für die er 14 Partien inklusive Play-offs bestritt.
Darüber hinaus stand der Tscheche, der während des NHL Entry Draft 1992 in der 7. Runde an 163. Stelle von den Pittsburgh Penguins gedraftet wurde, 1994 im Olympischen Aufgebot der tschechischen Nationalmannschaft für die Winterspiele in Lillehammer.
Bei den Krefeld Pinguinen unterschrieb Alinč einen Jahresvertrag für die Saison 2006/07 eingesetzt werden. Am 16. Februar 2006 gaben die Krefeld Pinguine bekannt, dass der bestehende Vertrag für zwei weitere Spielzeiten bis 2009 verlängert werde. Während der Saison 2007/08 nahm der Stürmer am DEL All-Star Game in Dresden teil.
Nach dieser Spielzeit kam es jedoch zu Streitigkeiten zwischen Jan Alinč und dem KEV, sodass der Vertrag des Angreifers vorzeitig aufgelöst wurde. Der Tscheche wechselte daraufhin zum Liga-Konkurrenten EV Duisburg. Nach Insolvenz dieser im Frühjahr 2009 wechselte er zurück in seine Heimat zum HC Slovan Ústečtí Lvi. Mit diesem gewann er 2011 die Meisterschaft der zweiten Spielklasse, der 1. Liga.
Zwischen 2014 und 2018 spielte Alinč für den HC Most zunächst in der zweitklassigen 1. Liga und nach dem Abstieg 2017 in der 2. Liga. 2018 beendete er seine Karriere.

## Erfolge und Auszeichnungen
- 1990 Bronzemedaille bei der U18-Junioren-Europameisterschaft
- 1999 Schwedischer Vizemeister mit MoDo Hockey
- 2008 Teilnahme am DEL All-Star Game
- 2011 Meister der 1. Liga mit dem  HC Slovan Ústečtí Lvi

## Karrierestatistik

### International
(Legende zur Spielerstatistik: Sp oder GP = absolvierte Spiele; T oder G = erzielte Tore; V oder A = erzielte Assists; Pkt oder Pts = erzielte Scorerpunkte; SM oder PIM = erhaltene Strafminuten; +/− = Plus/Minus-Bilanz; PP = erzielte Überzahltore; SH = erzielte Unterzahltore; GW = erzielte Siegtore; 1 Play-downs/Relegation; Kursiv: Statistik nicht vollständig)